# 旭里憲治
旭里 憲治（あさひさと けんじ、1965年11月9日 - ）は、大阪府池田市出身で大島部屋に所属した元大相撲力士。本名は増田 憲治（ますだ けんじ）。身長187cm、体重140kg。得意手は右四つ、寄り、上手投げ。趣味は睡眠、カラオケ、野球。最高位は東前頭14枚目（1990年7月場所）。
現在は、年寄・中川。元中川部屋師匠。

## 来歴
小学校4年生から中学校1年生までは野球をやっており、4・5年生の時はエースだった。中学2年からは柔道部に所属。その頃から力士を志し、3月場所が開催される大阪府立体育会館の関係者から大島部屋を紹介された。池田市立池田中学校卒業と同時に大島部屋に入門。1981年3月場所で初土俵を踏んだ。翌年9月場所では序二段で優勝し、均整の取れた体格で三段目の頃から注目されていた。立合いについて行けず、幕下で苦労した時期も長かったが、1989年1月場所で新十両に昇進。平成時代初の関取となった。
そして、1990年3月場所では新入幕を果たした。同場所では7勝8敗で惜しくも負け越したが、本人は引退時の思い出の取組として敗れはしたものの、この場所の千秋楽、7勝7敗で迎えた小城ノ花との取組を挙げている。同年7月場所で再入幕。立合い突っ張ってから左上手を取るといった正攻法の取り口で期待されたが、怪我もあり幕内には4場所在位したが、勝ち越すことはできなかった。妻とは1992年の熊本巡業で食事に訪れた店で偶然出会い、それが縁となって1993年1月に結婚。1994年5月場所では4度目の入幕を果たしたが、その場所では大敗し、十両陥落となった同年7月場所も9月場所も大敗が続き、11月場所では幕下まで陥落してしまった。
一時は引退も考えていたが、師匠・2代大島（元大関・旭國）や、後援会、家族に励まされ現役続行を決意。1995年3月場所では、西幕下14枚目の地位で7戦全勝して幕下優勝を果たし、翌5月場所で十両に復帰した。その後、長男が生まれた。以降は幕下に陥落することもあったが、十両で相撲を取り続けることが多かった。1998年1月場所では西十両4枚目に在って5勝10敗と負け越し、幕下に陥落するような成績でもなかったが、同場所千秋楽の一番を最後に現役を引退した。
引退後は14代熊ヶ谷を襲名し、大島部屋の部屋付き親方として後進の指導に当たり、1998年10月に引退相撲を執り行った。当初は12代・熊ヶ谷（元前頭8・芳野嶺）から年寄名跡を借りていたが、1999年に名跡を取得した。しかし2004年7月、十両・金親が先代宮城野親方の娘と結婚し娘婿となり、引退して11代宮城野を襲名。このとき、10代宮城野（元前頭13・竹葉山）が急遽熊ヶ谷を工面して名跡変更したことから、実は熊ヶ谷が借株であったことが判明した。そのため、11代追手風（元前頭2・大翔山）から年寄名跡・中川を譲り受け、以来、追手風部屋の部屋付き親方として、後進を指導していた。引退から10年以上に渡って大阪場所担当委員として故郷の場所を盛り上げた。
2016年10月19日に同じ一門の春日山部屋が、師匠の21代春日山（元前頭11・濱錦）の年寄名跡の襲名資格が決着するまで一時閉鎖、所属力士らが追手風部屋へ転属した。受け入れスペースの都合で追手風部屋施設で受け入れることはできなかったため、春日山部屋が2015年9月まで使用していた部屋施設に15代中川が師匠代行として出向く形で指導に当たった。
その後、2017年1月16日に21代春日山が日本相撲協会を退職したため、26日の協会理事会で15代中川の部屋継承が承認され、15代中川は再興された中川部屋の師匠になった。部屋を継承した背景には、20代春日山が自分にとって一門の同期生という大切な仲間であったという事情があり、15代中川は「祥紀の部屋じゃなかったら引き受け手はいなかったと思う」と話している。
2020年7月、弟子への暴言・暴力行為により中川部屋の師匠を解任され、時津風部屋の部屋付きとなった。2021年7月からは、同月に設置された相撲協会の安全管理委員会委員を時津風一門の代表として務めている。

## エピソード
- 場内放送や大相撲中継などで「あさひざと」とよく四股名の読みを間違えられた。旭里本人は『「あさひさと」は読みにくいから「あさひざと」でもいいですよ』と言って黙認していたという。
- 漫画家のやくみつるは、四股名の読みについてテレビ朝日アナウンサー（当時）で大相撲ダイジェストを担当していた山崎正に確認を取った上で、「四股名も中途半端だから肝心の相撲も中途半端なんだ」と旭里を皮肉った四コマ漫画を描いている。
- 怪物と呼ばれた武双山と十両で2回対戦して旭里の2戦2勝だった。
- 十両時代の平成5年7月場所、初日から7連勝しながらも8日目から7連敗してしまい、千秋楽にやっと勝ち越したことがあるが、奇しくもそれから4年後、最後に十両昇進を果たした平成9年7月場所、初日から7連勝、翌日初黒星を喫した時は、本人も「前回もこの時も同じ7月場所だったので7連敗して、千秋楽を迎えた悪夢が一瞬、頭を過った」としているが、翌日には勝ち越しを決めて立ち直り、その後、2連敗を喫したものの、最終的には10勝5敗の成績を上げている。
- 兄弟子だった旭富士の横綱時代、現役中の旭里は一度も幕内の地位におらず、横綱旭富士の太刀持ち・露払いの経験は無いままだった。しかし、旭富士の引退相撲が行われる前の1992年9月場所、旭里は当時2度目の再入幕を果たしており、なおかつ横綱空位の時期だったため、同年9月場所後に行われた旭富士の最後の横綱土俵入りには、旭里が晴れて一度だけの露払いを務めることとなった（太刀持ちは旭道山）。
- 追手風部屋付き時代は朝稽古が終わると真っ直ぐに自宅へ帰っており、本人曰く「へタレで出不精」であったという[1]。
- 部屋継承後の2018年の記事によると高校生の長女は「お兄ちゃんたちがたくさん増えたみたいですごく楽しい」と話しており、中学生の次女は「お相撲さんたちの作るちゃんこがおいしくて」とあっけらかんに喜びを語っている。2018年4月から大学を卒業してIT系の企業への就職が決定した長男は「いずれ、中川部屋のホームページなども自分で作れたらいいと思います」とコメントを残している[1]。
- 蔵前国技館の土俵に上がった元力士の年寄で最も遅く相撲部屋の師匠になった。

## 弟子への暴言・暴力行為
2020年7月10日、行き過ぎた指導があったとして日本相撲協会が退職勧告以上の処分を検討していると報じられた。
6月の部屋での稽古中に暴言などのパワハラがあり、その様子を録音していた力士が協会に訴えたという。相撲協会コンプライアンス委員会（青沼隆之委員長＝元名古屋高検検事長）が調査したところ、3人の力士たちに殴る蹴るなどの日常的な暴力や差別的な暴言を繰り返していたことが分かった。ちゃんこを運ぶ弟子を注意した際に顔面を殴打する、宿舎の荷物を転送する手配に不手際があったと背中を蹴る、「(浴衣の)帯の結び方が汚い」と頭部を殴る、正座させて説教中の弟子の腹を蹴るなどの暴力があり、さらに日常的に「殺すぞ」「ボンクラ」などと不適切な発言を繰り返していたという。15代中川は協会に退職願を提出していたが、調査の途中であることから預かりとなった。
7月13日の臨時理事会で、15代中川は委員から平年寄へ2階級降格処分、中川部屋の閉鎖が決定した。15代中川は時津風部屋付きとなった。解雇などの厳罰が避けられたのは、本人が深く反省し、弟子も処分の軽減を求めていたためであったという。パワハラ問題を受けて審判部を外れて指導普及部に異動した。巡業部・指導普及部の13代枝川が後任として審判部も兼ねることとなった。2階級降格処分は、2024年3月に解除されるまで続いた。
処分決定後に週刊文春が力士が録音していた音声データを入手し、オンライン上で公開しており、弟子を「障害者」呼ばわりするなどのその内容から「処分が軽すぎる」と批判の声が上がった。週刊新潮は、稽古の指示や食事、LINEでのやりとりの際などに弟子を蔑称で呼んでおり、さらに相撲協会が2019新型コロナウイルス感染拡大への懸念から各部屋にタニマチとの会食などを控えるよう通達していたにもかかわらず、それを無視して2020年3月場所中に大阪場所宿舎で連日ちゃんこ会を開き、売り上げを懐に入れていたと報じている。
15代中川の現役時代を知る元力士そして部屋の近隣住民は「起こるべくして起こった」事態と捉えており、元力士は「とにかく、手が早くて口が悪い。現役時代から“馬鹿野郎！”が口癖でよく後輩を小突いていたよ」と証言していた。
師匠不在となった春日山部屋から緊急で弟子を引き受ける経緯を辿った部屋継承で、自らスカウトし師弟関係を築いてきている他の部屋よりは心の絆が弱かったのでは、と指摘する後援会関係者もあった。「春日山親方の方が良かった」と言う旧春日山部屋力士もいたという。昔から目上の力士や親方には諂うという悪評があり「協会の親方衆に謝罪してまわり、多少なりとも脛疵のある幹部たちに媚びを売り、処分軽減を図ったと疑われても仕方ない」とまで話す知人もいたという。
朝日新聞は、2017年に日馬富士が貴ノ岩への傷害事件により引退に追いこまれ、親方や地位の高い力士にはより重い処分を科す方針も打ち出されたことを引き合いに「過去の事例との均衡を欠き、内外への誤ったメッセージにもなりかねない」と社説で非難している。週刊ポストは厳罰が避けられた理由として「協会内に“明日は我が身”という考えもあるのではないか。力士が暴言を録音して通報したら解雇、という前例ができたら首筋が寒い親方衆も多い」と指摘している。
一方、「今は軽く叩いても『暴力』で、ちょっとでも厳しく言うと『パワハラ』になる。これでは何も教えられない」と本音を吐露する協会幹部、「全部をクビにしていたら、協会から親方が誰もいなくなってしまう」と降格処分に理解を示すベテラン親方も存在し、通報を主導したと見られる人物に対して「やり過ぎだ」と非難する声まで上がっていると伝える報道もある。

## 主な戦績
- 現役在位：102場所
- 通算成績：553勝543敗3休 勝率.505
- 幕内在位：4場所
- 幕内成績：21勝39敗 勝率.350
- 各段優勝
  - 幕下優勝：1回（1995年3月場所）
  - 序二段優勝：1回（1982年9月場所）

| | 一月場所 初場所（東京） | 三月場所 春場所（大阪） | 五月場所 夏場所（東京） | 七月場所 名古屋場所（愛知） | 九月場所 秋場所（東京） | 十一月場所 九州場所（福岡） |
| --- | ----------------------- | ----------------------- | ----------------------- | --------------------------- | ----------------------- | --------------------------- |
| 1981年 （昭和56年） | x                       | （前相撲）              | 西序ノ口35枚目 4–3      | 東序二段134枚目 5–2         | 西序二段88枚目 2–5      | 東序二段110枚目 4–3         |
| 1982年 （昭和57年） | 東序二段88枚目 3–4      | 西序二段109枚目 6–1     | 東序二段39枚目 4–3      | 東序二段23枚目 2–5          | 西序二段51枚目 優勝 7–0 | 東三段目52枚目 2–5          |
| 1983年 （昭和58年） | 西三段目75枚目 2–5      | 東序二段13枚目 3–4      | 東序二段33枚目 4–3      | 西序二段20枚目 6–1          | 東三段目53枚目 4–3      | 西三段目39枚目 5–2          |
| 1984年 （昭和59年） | 東三段目11枚目 2–5      | 東三段目37枚目 5–2      | 西三段目5枚目 5–2       | 西幕下39枚目 2–5            | 東三段目8枚目 5–2       | 西幕下41枚目 3–4            |
| 1985年 （昭和60年） | 東幕下55枚目 5–2        | 東幕下34枚目 2–5        | 西幕下58枚目 5–2        | 東幕下37枚目 5–2            | 東幕下21枚目 4–3        | 西幕下16枚目 3–4            |
| 1986年 （昭和61年） | 西幕下25枚目 2–5        | 東幕下48枚目 5–2        | 東幕下30枚目 2–5        | 西幕下60枚目 4–3            | 東幕下46枚目 4–3        | 東幕下38枚目 4–3            |
| 1987年 （昭和62年） | 東幕下31枚目 1–6        | 東三段目2枚目 4–3       | 西幕下50枚目 3–4        | 西三段目2枚目 4–3           | 西幕下46枚目 5–2        | 東幕下28枚目 5–2            |
| 1988年 （昭和63年） | 東幕下14枚目 4–3        | 西幕下7枚目 2–5         | 西幕下21枚目 5–2        | 西幕下12枚目 4–3            | 西幕下7枚目 4–3         | 東幕下3枚目 5–2             |
| 1989年 （平成元年） | 西十両13枚目 9–6        | 西十両9枚目 8–7         | 東十両6枚目 6–9         | 東十両11枚目 9–6            | 西十両7枚目 9–6         | 東十両4枚目 9–6             |
| 1990年 （平成2年） | 東十両筆頭 8–7          | 西前頭14枚目 7–8        | 東十両筆頭 9–6          | 東前頭14枚目 3–12           | 西十両8枚目 9–6         | 西十両2枚目 5–10            |
| 1991年 （平成3年） | 東十両7枚目 9–6         | 西十両2枚目 8–7         | 西十両筆頭 6–9          | 西十両5枚目 8–7             | 西十両3枚目 5–7–3       | 東十両8枚目 6–9             |
| 1992年 （平成4年） | 東十両12枚目 9–6        | 西十両7枚目 8–7         | 西十両5枚目 8–7         | 東十両3枚目 8–7             | 東前頭16枚目 6–9        | 西十両2枚目 5–10            |
| 1993年 （平成5年） | 西十両7枚目 8–7         | 西十両3枚目 7–8         | 東十両5枚目 8–7         | 東十両4枚目 8–7             | 東十両3枚目 8–7         | 西十両2枚目 8–7             |
| 1994年 （平成6年） | 東十両2枚目 9–6         | 東十両筆頭 8–7          | 東前頭16枚目 5–10       | 西十両4枚目 4–11            | 東十両12枚目 2–13       | 西幕下9枚目 2–5             |
| 1995年 （平成7年） | 東幕下25枚目 5–2        | 西幕下14枚目 優勝 7–0   | 東十両13枚目 9–6        | 東十両9枚目 8–7             | 東十両8枚目 6–9         | 東十両11枚目 9–6            |
| 1996年 （平成8年） | 西十両6枚目 8–7         | 西十両5枚目 6–9         | 西十両8枚目 7–8         | 西十両11枚目 9–6            | 西十両5枚目 7–8         | 西十両7枚目 1–14            |
| 1997年 （平成9年） | 西幕下10枚目 4–3        | 西幕下6枚目 4–3         | 西幕下3枚目 5–2         | 西十両12枚目 10–5           | 東十両5枚目 4–11        | 東十両10枚目 9–6            |
| 1998年 （平成10年） | 西十両4枚目 引退 5–10–0 | x                       | x                       | x                           | x                       | x                           |
| 各欄の数字は、「勝ち-負け-休場」を示す。 優勝 引退 休場 十両 幕下 三賞：敢=敢闘賞、殊=殊勲賞、技=技能賞 その他：★=金星 番付階級：幕内 - 十両 - 幕下 - 三段目 - 序二段 - 序ノ口 幕内序列：横綱 - 大関 - 関脇 - 小結 - 前頭（「#数字」は各位内の序列） |                         |                         |                         |                             |                         |                             |

### 幕内対戦成績
| 力士名   | 勝数 | 負数 | 力士名   | 勝数 | 負数 | 力士名 | 勝数 | 負数 | 力士名   | 勝数 | 負数 |
| -------- | ---- | ---- | -------- | ---- | ---- | ------ | ---- | ---- | -------- | ---- | ---- |
| 朝乃若   | 1    | 0    | 板井     | 0    | 1    | 恵那櫻 | 1    | 0    | 大若松   | 0    | 1    |
| 小城ノ花 | 0    | 2    | 春日富士 | 0    | 2    | 北勝鬨 | 0    | 1    | 霧島     | 0    | 1    |
| 起利錦   | 1    | 0    | 久島海   | 0    | 2    | 琴稲妻 | 1    | 2    | 琴ヶ梅   | 1    | 1    |
| 琴椿     | 0    | 1    | 琴富士   | 0    | 2    | 逆鉾   | 0    | 2    | 陣岳     | 0    | 1    |
| 太寿山   | 0    | 1    | 大翔鳳   | 1    | 0    | 大善   | 0    | 1    | 隆三杉   | 2    | 0    |
| 多賀竜   | 2    | 0    | 立洸     | 0    | 1    | 玉海力 | 0    | 1    | 寺尾     | 1    | 0    |
| 栃司     | 1    | 1    | 栃乃和歌 | 0    | 1    | 豊ノ海 | 0    | 1    | 浪乃花   | 0    | 1    |
| 濱ノ嶋   | 1    | 0    | 舞の海   | 1    | 0    | 三杉里 | 0    | 1    | 両国     | 1    | 0    |
| 若翔洋   | 0    | 2    | 若瀬川   | 0    | 1    | 若乃花 | 1    | 0    | 和歌乃山 | 0    | 1    |

## 改名歴
- 増田 憲治（ますだ けんじ）1981年3月場所
- 旭里 憲治（あさひさと - ）1981年5月場所 - 1983年5月場所
- 旭天佑 憲治（きょくてんゆう - ）1983年7月場所 - 1987年1月場所
- 旭里 憲治（あさひさと - ）1987年3月場所 - 1998年3月場所

## 年寄変遷
- 熊ヶ谷 憲治（くまがたに けんじ）1998年1月 - 2004年8月
- 中川 憲治（なかがわ - ）2004年8月 -